# Colonia Altamira
Colonia Altamira är en ort i Mexiko.   Den ligger i kommunen San Antonio och delstaten San Luis Potosí, i den centrala delen av landet, 240 km norr om huvudstaden Mexico City. Colonia Altamira ligger 216 meter över havet och antalet invånare är 268.
Terrängen runt Colonia Altamira är kuperad åt nordväst, men åt sydost är den platt. Terrängen runt Colonia Altamira sluttar österut. Runt Colonia Altamira är det ganska tätbefolkat, med 124 invånare per kvadratkilometer. Närmaste större samhälle är Villa Terrazas, 17,8 km söder om Colonia Altamira. I omgivningarna runt Colonia Altamira växer huvudsakligen savannskog.